# Margaret Baring
Excelentíssima Margaret Baring (14 de dezembro de 1868 — 4 de julho de 1906) foi uma nobre britânica da famosa família bancária de Baring. Ela era filha de Edward Baring, 1.º Barão Revelstoke e Louisa Emily Charlotte Bulteel. Baring era bisavó de Diana, Princesa de Gales e seus ancestrais distantes incluíam o duque e a duquesa de Marlborough.

## Família
Em 23 de julho de 1887, Baring casou-se com Charles Spencer, 6.º Conde Spencer, o qual foi Lord Chamberlain de Suas Majestade Edward VII e George V. O casal teve seis filhos:
- Lady Adelaide Margaret Delia Spencer (n. 1889 — m. 1981) casou-se com Sir Sidney Peel, 1.º Baronete.
- Albert Spencer, 7.º Conde Spencer (n. 1892 — m. 1975) casou-se com Lady Cynthia Elinor Beatrix Hamilton, filha de James Hamilton, 3.º Duque de Abercorn. Foi também avô da falecida Diana, Princesa de Gales.
- Tenente-comandante Hon. Cecil Edward Robert Spencer (n. 1894 — m. 1928) serviu na Marinha Real Britânica. Recebeu as condecorações Croix de Guerre e a Ordem de Serviços Distintos. Morreu solteiro num acidente de corrida.
- Lady Lavinia Emily Spencer (n. 1899 — m. 1955) casou-se com Luke Henry White, 4.º Barão Annaly. Lady Annaly era uma dama de companhia extra da Rainha Elizabeth, a Rainha Mãe, quando era Duquesa de York.
- Capitão Hon. George Charles Spencer (n. 1903 — m. 1982) casou-se, primeiramente, com Barbara Blumenthal e, depois, com Kathleen Henderson.
- Lady Alexandra Margaret Elizabeth Spencer (n. 1906 — m. 1996) casou-se com Hon. Henry Douglas-Home, filho de Charles Douglas-Home, 13.º Conde de Home. Ela foi autora do livro "A Spencer Childhood", publicado em 1994.[3]